# Liu Shu-Yun
Liu Shu-Yun (Taipéi, 12 de octubre de 1980) es una deportista taiwanesa que compitió en judo. Ganó dos medallas en los Juegos Asiáticos en los años 2002 y 2006, y dos medallas en el Campeonato Asiático de Judo en los años 2003 y 2005.

## Palmarés internacional
| Representando a China Taipéi |                       |                   |           |
| Juegos Asiáticos             |                       |                   |           |
| Año                          | Lugar                 | Medalla           | Categoría |
| 2002                         | Busan (Corea del Sur) | Medalla de bronce | –70 kg    |
| 2006                         | Doha (Catar)          | Medalla de bronce | –70 kg    |
| Campeonato Asiático          |                       |                   |           |
| Año                          | Lugar                 | Medalla           | Categoría |
| 2003                         | Jeju (Corea del Sur)  | Medalla de bronce | –70 kg    |
| 2005                         | Taskent (Uzbekistán)  | Medalla de plata  | –70 kg    |